# Gum 15
Gum 15, nota anche come RCW 32, è un'estesa nebulosa a emissione visibile nella costellazione delle Vele.
Si osserva nella parte nordoccidentale della costellazione, a breve distanza dal confine con la Poppa e poco a nord della linea che congiunge le due stelle Naos (ζ Puppis) e Suhail (λ Velorum); appare come una macchia leggermente allungata in senso est-ovest e può essere fotografata con l'ausilio di filtri attraverso un telescopio di media potenza. La sua declinazione fortemente australe comporta che dalle regioni boreali la sua osservazione sia particolarmente difficoltosa dalla fascia temperata inferiore, mentre a nord del 49°N è sempre invisibile. Dall'emisfero australe invece è osservabile per quasi tutte le notti dell'anno. Il periodo migliore per la sua osservazione nel cielo serale va da dicembre a maggio.

Gum 15 al centro in una vista ad ampio campo

Si tratta di una nube estesa per circa 30' posta in direzione della nube C del Vela Molecular Ridge. Secondo alcuni studi, la sua distanza sarebbe di circa 1000 parsec e sarebbe pertanto associata al Vela Molecular Ridge, dominata dalle giovani stelle azzurre facenti parte dell'ammasso aperto Cr 197; altri scienziati la collocano invece ad appena 424 parsec di distanza, in associazione al giovane ammasso Tr 10.
La principale responsabile della ionizzazione dei gas della nube sarebbe la stella HD 74804, una stella di classe B identificata a volte come una stella di sequenza principale e a volte come una gigante brillante; altri studiosi ritengono invece che alla sua ionizzazione concorrano altre stelle, come HD 75759, di classe spettrale O9V. La parte centrale di questa nebulosa è oscurata da una striscia di polveri oscure, catalogata come SL 2, la cui velocità radiale, pari a +22,4 km s−1, è paragonabile con quella delle stelle di Cr 197. In direzione del complesso sono note 21 stelle con emissioni Hα, 15 delle quali sono in realtà delle stelle T Tauri e due sono stelle Ae/Be di Herbig. A queste si aggiungono altre 70 stelle che mostrano delle caratteristiche proprie delle T Tauri, più una trentina di sorgenti di raggi X, sempre associate a questo tipo di oggetti stellari giovani. Secondo alcuni studiosi, questa nube è strettamente legata alla vicina Gum 14 (RCW 27) e assieme costituiscono un'unica regione di formazione stellare, indicata con la sigla SFR 265.00-2.00.